# Kunio Ōkawara
Kunio Ōkawara (大河原邦男?, Ōkawara Kunio; Inagi, 26 dicembre 1947) è un disegnatore e mecha designer giapponese.
È stato il primo disegnatore giapponese a essere definito un mecha designer, ossia un disegnatore specializzato nella ideazione e realizzazione di disegni e progetti di robot, navi, auto e quanti altri oggetti meccanici per opere di fantasia, quali in special modo anime e manga. È particolarmente noto per aver progettato il mecha di Gundam e di molti altri anime sia del genere super robot che real robot. Vive e lavora nella sua casa-studio ad Inagi, dove è nato.

## Biografia

### Gli anni di formazione e la Tatsunoko
Inizia a frequentare il corso di disegno grafico presso l'Università di Tokyo Zokei nel 1966, per poi passare l'anno seguente a quello di disegno tessile. Dopo la laurea viene assunto come stilista dalle industrie tessili Onward Kashiyama, dove disegna anche sfondi scenografici per le vetrine dei negozi. Proprio l'esperienza maturata nella creazione di sfondi lo porta ad un successivo impiego presso lo studio di animazione Tatsunoko. Qui, su suggerimento dell'art director Mitsuki Nakamura, si dedica per la prima volta al disegno meccanico creativo, realizzando il mecha dei nemici per la serie La battaglia dei pianeti (Kagaku Ninja-Tai Gatchaman, 1972): da questo momento in poi non si dedicherà ad altro, realizzando in successione il mecha design delle serie Hurricane Polymar (Hurricane Polimar) e Uchū no kishi Tekkaman (Tekkaman, il cavaliere dello spazio). Il successo derivatone spingerà Nakamura a fondare all'interno della Tatsunoko un apposito Mechaman Design Office, dove Ōkawara sarà espressamente designato per la prima volta nella storia dell'anime come mecha designer e nell'ambito del quale firmerà pure il mecha della serie Godam (Gowapper 5 Godam, 1976).

### La Sunrise
Dopo aver lavorato anche alle prime due serie di Time Bokan (La macchina del tempo e Yattaman) nel 1978, Ōkawara lascia l'impiego alla Tatsunoko, dando inizio alla propria carriera di freelance del mecha design. Oltre a lavorare ancora occasionalmente per il suo vecchio studio, in questo periodo inizia una collaborazione molto stretta con la Nippon Sunrise, poi Sunrise. Il suo primo contratto è per la serie super robot Daitarn 3 (''Muteki kojin Daitarn 3), di Yoshiyuki Tomino, con cui stringe un sodalizio artistico che di lì a poco sfocerà nella proficua collaborazione ad un innovativo progetto di serie robotica provvisoriamente denominato Gunboy. Forte di un'intuizione assolutamente originale, Tomino chiede ad Ōkawara di progettare qualcosa di estremamente realistico, più vicino all'idea della tuta potenziata descritta da Robert A. Heinlein nel romanzo Fanteria dello Spazio, che non ai robot giganti alla Mazinga Z creati sino ad allora. Il risultato è Mobile Suit Gundam ( Kidō Senshi Gundam,  1979), che sarà all'origine dell'esplosione del fenomeno model kit in Giappone, nonché antesignano del genere real robot, che a partire dagli anni ottanta dominerà la scena degli anime robotici.
Dopo Mobile Suit Gundam, Ōkawara continuerà a disegnare il mecha di tutte le successive serie legate alla saga di Gundam, così come di molti altri real robot anime della Sunrise tra cui, solo negli anni ottanta, Taiyō no Kiba Dougram (1981), Sentō Mecha Xabungle (1982), Sōkō kihei Votoms (1983) e Aoki Ryusei SPT Layzner (1985).
Alla fine degli anni ottanta e nei primi anni novanta altri mecha designer, quali Kazumi Fujita, Yutaka Izubuchi, Mamoru Nagano, Mika Akitaka, Makoto Kobayashi e Hajime Katoki, lo affiancano nelle varie tappe della saga di Gundam, ispirandosi alla sua opera di base ed ispirandolo a loro volta. Nello stesso periodo altri lavori di Ōkawara denotano sorprendentemente un "ritorno al passato", ai classici super robot: è il caso di alcune serie cd. Yūsha della Sunrise, come Yūsha Exkaiser' del 1990, la prima serie ad essere sponsorizzata direttamente da un produttore di giocattoli, la Takara. Ōkawara continuerà a progettare per queste serie sempre almeno il mecha principale, fino ad idearne l'intero mecha, come nel caso di Yūsha Ō Gaogaigar del 1997.

### Progetti recenti
Nel 2004, grazie alla sua fama di mecha designer ormai consolidata, Ōkawara ha firmato un contratto con il Museo di Arte Contemporanea del XXI secolo di Kanazawa, Ishikawa, per progettare un particolare tipo di visore da utilizzarsi nella visita della mostra SYS*017 di Mathieu Briand. L'artista, infatti, nel descrivere il proprio lavoro ai dirigenti del museo, ha fatto riferimento al mecha tipico di Gundam, da cui il coinvolgimento di Ōkawara nel progetto.
Nel campo dell'animazione, invece, gli ultimi lavori sono stati sempre legati all'universo di Gundam, con la realizzazione del mecha design delle recenti serie Kidō Senshi Gundam SEED (2002) e Kidō Senshi Gundam SEED Destiny (2004), e dell'ONA Kidō Senshi Gundam SEED C.E. 73: Stargazer (2006).

## Stile

### Gli anni settanta
I primi disegni di Ōkawara si discostano dai vari Mazinga Z o Yūsha Raideen per un approccio più spigoloso; i suoi lavori sono pieni di "pinne caudali" ricurve, ispirate anche al design automobilistico degli anni settanta (come può notarsi in Daitarn 3). Anche i primi disegni per Mobile Suit Gundam seguono lo stesso stile, come i primi studi del fucile a raggi, più ornamentali che tecnicamente verosimili, poi corretti sulla scorta delle note di Tomino.

### Gli anni ottanta
Dopo il successo del primo Gundam, i disegni di Ōkawara si allontanano dagli stilemi degli anni settanta per risultare più realistici, come vuole il nuovo genere dei real robot, e le reciproche influenze con altri mecha designer contribuiranno all'evoluzione del suo stile. Un esempio è il caso del mecha della serie Kidō Senshi Z Gundam, dove il lavoro a sei mani di Ōkawara con Kazumi Fujita e Mamoru Nagano produce risultati fortemente innovativi.

### Dal 1990 ad oggi
Il design concepito via via per le serie Yūsha degli anni novanta costituisce una prova di matura versatilità dello stile di Ōkawara, che sintetizza abilmente elementi tipici dei vecchi super robot con l'estetica realistica più recente, culminando nella creazione di Genesic GaoGaiGar.

## Opere principali

### Anime
- Kagaku Ninja-Tai Gatchaman (Gatchaman), serie TV, 1972
- Hurricane Polymar (Hurricane Polimar), serie TV, 1974
- Uchū no kishi Tekkaman (Tekkaman), serie TV, 1975
- Gowappā 5 Godam (Godam), serie TV, 1976
- Time Bokan (La macchina del tempo), serie TV, 1976
- Blocker Gundan IV Machine Blaster (Astrorobot Contatto Y), serie TV, 1976
- Yattāman (Yattaman), serie TV, 1977
- Gasshin Sentai Mechander Robo (Mekander Robot), serie TV, 1977
- Chōgattai Majutsu Robo Gingaizer (Ginguiser), serie TV, 1977
- Tobidase! Machine Hiryū, serie TV, 1977
- Gekisō! Ruben Gaizer, serie TV, 1977
- Muteki Kojin Daitarn 3 (Daitarn 3), serie TV, 1978
- Uchū Majin Daikengō (Daikengo), serie TV, 1978
- Kagaku Ninja-Tai Gatchaman II, serie TV, 1978
- Kidō Senshi Gundam (Mobile Suit Gundam), serie TV, 1979
- Zendaman, serie TV, 1979
- Za Ultraman, serie TV, 1979
- Kagaku Ninja-Tai Gatchaman F, serie TV, 1979
- Muteki Robo Trider G7 (L'invincibile robot Trider G7), serie TV, 1980
- Time Patrol Tai Otasukeman, serie TV, 1980
- Tondemo Senshi Muteking (Muteking), serie TV, 1980
- Taiyō no Kiba Dougram, serie TV, 1981
- Yattodetaman, serie TV, 1981
- Saikyō Robo Daiōja, serie TV, 1981
- Nobita no uchū kaitakushi, serie TV, 1981
- Kaitei Taisensō, serie TV, 1981
- Sentō Mecha Xabungle, serie TV, 1982
- Gyakuten Ippatsuman, serie TV, 1982
- Sōkō Kihei Votoms, serie TV, 1983
- Ginga Hyōryū Vifam, serie TV, 1983
- Mirai Keisatsu Urashiman, serie TV, 1983
- Kikō Kai Galient, serie TV, 1984
- Chōriki Robo Galatt, serie TV, 1984
- Aoki Ryusei SPT Layzner, serie TV, 1985
- Kidō Senshi Zeta Gundam, serie TV, 1985
- Kidō Senshi Gundam ZZ, serie TV, 1986
- Kidō Senki Dragonar (Metal Armor Dragonar), serie TV, 1987
- Kikō Ryohei Mellowlink, OAV, 1988
- Madō King Granzort, serie TV, 1989
- Kidō Senshi Gundam 0080: Pocket no naka no sensō, OAV, 1989
- Yūsha Exkaiser, serie TV, 1990
- Taiyō no Yūsha Fyvard, serie TV, 1991
- Kidō Senshi Gundam F91, film, 1991
- Kidō Senshi Gundam 0083: Stardust Memory, OAV, 1991
- Densetsu no Yūsha Da Garn, serie TV, 1992
- Hero Senki: Project Olympos, 1992
- Yūsha Tokkyū Might Gaine, serie TV, 1993
- Kidō Senshi Victory Gundam, serie TV, 1993
- Shipū! Iron Leager, serie TV, 1993
- Yūsha Keisatsu J-Decker, serie TV, 1994
- Kidō Butoden G Gundam, serie TV, 1994
- Ogon Yūsha Goldran, serie TV, 1995
- Shin Kidō Senki Gundam Wing (Gundam Wing), serie TV, 1995
- Kidō Senshi Gundam: dai 08 MS Shotai, OAV, 1996
- Yūsha Shirei Dagwon, serie TV, 1996
- Kidō Shin Seiki Gundam X, serie TV, 1996
- Shin Kidō Senki Gundam Wing: Endless Waltz (Gundam Wing - Endless Waltz), OAV, 1997
- Yūsha ou GaoGaiGar, serie TV, 1997
- Turn A Gundam, serie TV, 1999
- Betterman, serie TV, 1999
- Sunrise Eiyūtan, serie TV, 1999
- Yūsha ou GaoGaiGar FINAL, OAV, 2000
- Time Bokan 2000: Kaitō Kiramekiman, serie TV, 2000
- Choujūshin Gravion, serie TV, 2002
- Kidō Senshi Gundam SEED, serie TV, 2002
- Kikō Busō G-Breaker, serie TV, 2002
- Kidō Senshi Gundam SEED Destiny, serie TV, 2004
- Kidō Senshi Z Gundam - Hoshi wo Tsugu Mono, film, 2004
- Kidō Senshi Z Gundam II - Koibitotachi, film, 2005
- Kidō Senshi Z Gundam III - Hoshi no Kodō wa Ai, film, 2006
- Kidō Senshi Gundam SEED C.E. 73: Stargazer, ONA, 2006
- Apo Mekhanes Theos: Gigantic Formula, serie TV, 2007

### Altri lavori
- Mobile Suit Variations (linea di model kit), 1983
- Kidō Senshi Gundam F-90 (linea di model kit), 1990
- Kidō Senshi Gundam: The Origin (manga), 2001
- Kidō Senshi Gundam SEED Astray (manga), 2003
- Super Robot Wars GC (videogioco), 2004
- Visore per la mostra SYS*017 al Museo di Arte Contemporanea del XXI secolo, Kanazawa, Ishikawa, 2004